# ГЕС-ГАЕС Ранна
ГЕС-ГАЕС Ранна — гідроелектростанція на півночі Австрії у провінції Верхня Австрія, неподалік від кордону з Німеччиною, споруджена в місці впадіння у Дунай його лівої притоки річки Ранна.
У першій половині 1920-х років створили гідроенергетичну схему, яка базувалась на відведенні ресурсу із Ранни через тунель довжиною 3,6 км та діаметром 2 метри. Він переходив у напірний водовід довжиною 380 метрів та діаметром 1,2 метра, через який вода потрапляла до розташованого на березі Дунаю машинного залу, обладнаного двома турбінами типу Френсіс одиничною потужністю 4 МВт.
У період 1947—1954 років станцію істотно розширили. Зокрема, на Ранні звели аркову бетонну греблю висотою 51 метр та довжиною 126 метрів, на спорудження якої пішло 32 тис. м3 матеріалу. Вона утворила водосховище із об'ємом 2,35 млн м3, рівень поверхні якого може коливатись між позначками 473 та 493 метри. В машинному залі додатково встановили ще одну турбіну типу Френсіс, з'єднану через мотор-генератор із насосом, що перетворило станцію у гідроакумулюючу. При роботі в турбінному режимі гідроагрегат має потужність 13,2 МВт, у насосному — 13 МВт. Враховуючи збільшення потужності обладнання, додали другий водовід довжиною 409 метрів із діаметром 1,6 метра. Нарешті, встановили також турбіну типу Каплан потужністю 1 МВт, яка працює на випуску води в Дунай.
Видача продукції відбувається по ЛЕП, що працює під напругою 110 кВ.
Періодично для контролю стану та проведення ремонтних робіт водосховище на Ранні осушують (зокрема, у 1976, 1982 та 2004 роках).